# Ruschia versicolor
Ruschia versicolor är en isörtsväxtart som beskrevs av L. Bol. Ruschia versicolor ingår i släktet Ruschia och familjen isörtsväxter. Inga underarter finns listade i Catalogue of Life.